# Galende
Galende è un comune spagnolo di 1 308 abitanti situato nella comarca di Sanabria, provincia di Zamora, appartenente alla comunità autonoma di Castiglia e León.

## Monumenti e luoghi d'interesse
- Abbazia di Castañeda. Dell'antica abbazia cistercense è rimasta la chiesa abbaziale, oggi chiesa parrocchiale del comune, e alcuni corpi dell'edificio abbaziale dichiarati monumento nazionale di Spagna.